# Pepa (futbolista)
Pedro Miguel Marques da Costa Filipe (Torres Novas, Portugal, 14 de diciembre de 1980), más conocido como Pepa, es un exjugador y entrenador de fútbol portugués. Actualmente está sin club.

## Carrera como jugador
Nacido en Torres Novas, Distrito de Santarém, Pepa se incorporó al sistema juvenil del Benfica en 1994, a los 13 años. Hizo su debut competitivo con el equipo principal el 23 de enero de 1999, anotando en la Primeira Liga en la victoria por 3-1 contra el Rio Ave. Después de ser promocionado como una de las primeras promesas, apareció principalmente para el equipo de reserva y también fue cedido en marzo de 2000 al Lierse SK de Bélgica por una tarifa de 50 millones de escudos portugueses.
En 2002, Pepa rescindió su contrato con el Benfica, al que le quedaban cuatro años, siguiendo los pasos de sus compañeros canteranos Rui Baião y Jorge Ribeiro y fichó por el Varzim SC, un decisión que más tarde afirmó como el peor error de su vida. Terminó su carrera a fines de 2007 con solo 26 años, debido a varias lesiones en la rodilla.

## Carrera como entrenador
En el verano de 2013, después de dos años trabajando con los juveniles del Benfica, Pepa tuvo su primera experiencia como entrenador, siendo nombrado en el Sanjoanense en las ligas regionales y ayudando al club a ascender a la tercera división en su primer intento. En la temporada 2015-16 logró la misma hazaña con C.D. Feirense de la Liga Pro, aunque no terminó la temporada tras ser sustituido por José Mota durante los dos últimos meses.
Pepa siguió trabajando en la máxima categoría portuguesa en los años siguientes, con el Moreirense F.C. y el C.D. Tondela. Durante su período de dos años en este último, evitó con éxito el descenso, pero no fue retenido.
Habiendo comenzado la campaña 2019-20 sin club, Pepa reemplazó a Filó al frente del Paços de Ferreira tras la cuarta jornada, con el equipo último en la clasificación. En mayo de 2021, después de haberlos llevado al quinto lugar y la clasificación a la edición inaugural de la Liga Europa Conferencia de la UEFA, dejó su cargo como entrenador del primer equipo.
Días después de dejar Paços, Pepa firmó un contrato de tres años para dirigir Vitória de Guimarães. Llevó al equipo al sexto lugar en su única temporada, pero él y su cuerpo técnico fueron despedidos el 12 de julio de 2022, días antes de que comenzara la nueva campaña contra el Puskás Akadémia FC en la UEFA Europa Conference League.
El 19 de julio de 2022, Pepa obtuvo su primer trabajo como entrenador en el extranjero, en el Al-Tai en la Liga Profesional Saudí. En enero de 2023, tras una derrota por 1-0 ante el Al-Wehda, fue relevado de sus funciones.
El 20 de marzo de 2023, Pepa cambió de equipo y país nuevamente después de ser anunciado como entrenador del Cruzeiro. El 29 de agosto, fue despedido de su cargo luego de una derrota por 3-0 frente a Gremio.
El 3 de octubre de 2023, fue nombrado entrenador del Al-Ahli de la Qatar Stars League, con un contrato de un año. En abril de 2024, fue relevado de sus funciones después de una serie de malos resultados.
En septiembre de 2024, asumió al frente del Sport Recife. El 25 de noviembre, logró el ascenso a la Serie A después de vencer al Santos en la última jornada. Sin embargo, el 3 de mayo de 2025, fue destituido de su cargo después de un mal comienzo en la temporada.

## Clubes

### Como jugador
| Club               | País     | Año       |
| ------------------ | -------- | --------- |
| Benfica            | Portugal | 1999-2002 |
| Benfica B          | Portugal | 1999-2002 |
| Lierse SK (Cedido) | Bélgica  | 2000-2001 |
| Varzim             | Portugal | 2002-2003 |
| Paços de Ferreira  | Portugal | 2004-2005 |
| Olhanense          | Portugal | 2005-2006 |

### Como entrenador
| Club              | País           | Año       |
| ----------------- | -------------- | --------- |
| Sanjoanense       | Portugal       | 2013-2015 |
| Feirense          | Portugal       | 2015-2016 |
| Moreirense        | Portugal       | 2016      |
| Tondela           | Portugal       | 2017-2019 |
| Paços de Ferreira | Portugal       | 2019-2021 |
| Vitória Guimarães | Portugal       | 2021-2022 |
| Al-Tai            | Arabia Saudita | 2022-2023 |
| Cruzeiro          | Brasil         | 2023      |
| Al-Ahli           | Catar          | 2023-2024 |
| Sport Recife      | Brasil         | 2024-2025 |

## Estadísticas como entrenador
| Equipo                     | Div.                | Temporada           | Liga  | Liga | Liga | Liga | Liga |       | Copa | Copa | Copa | Copa  |   | Internacional | Internacional | Internacional | Internacional | Internacional |   | Otros | Otros | Otros | Otros |     | Totales     | Totales | Totales | Totales | Totales | Totales | Totales | Totales |
| Equipo                     | Div.                | Temporada           | Part. | G    | E    | P    | Pos. | Part. | G    | E    | P    | Part. | G | E             | P             | Pos.          | Part.         | G             | E | P     | Part. | G     | E     | P   | Rendimiento | GF      | GC      | Dif.    |         |         |         |         |
| -------------------------- | ------------------- | ------------------- | ----- | ---- | ---- | ---- | ---- | ----- | ---- | ---- | ---- | ----- | - | ------------- | ------------- | ------------- | ------------- | ------------- | - | ----- | ----- | ----- | ----- | --- | ----------- | ------- | ------- | ------- | ------- | ------- | ------- | ------- |
| Sanjoanense Portugal       | DP                  | 2013-14             | 34    | 25   | 5    | 4    | 1.º  | 3     | 1    | 1    | 1    | -     | - | -             | -             | -             | 1             | 0             | 1 | 0     | 38    | 26    | 7     | 5   | 74.56%      | 82      | 34      | +48     |         |         |         |         |
| Sanjoanense Portugal       | 4.ª                 | 2014-15             | 18    | 6    | 6    | 6    | 5.º  | 1     | 0    | 0    | 1    | -     | - | -             | -             | -             | 14            | 8             | 3 | 3     | 33    | 14    | 9     | 10  | 51.51%      | 40      | 34      | +6      |         |         |         |         |
| Sanjoanense Portugal       | Total               | Total               | 52    | 31   | 11   | 10   | -    | 4     | 1    | 1    | 2    | -     | - | -             | -             | -             | 15            | 8             | 4 | 3     | 71    | 40    | 16    | 15  | 63.85%      | 122     | 68      | +54     |         |         |         |         |
| Feirense Portugal          | 2.ª                 | 2015-16             | 37    | 17   | 11   | 9    | Inc. | 9     | 5    | 2    | 2    | -     | - | -             | -             | -             | -             | -             | - | -     | 46    | 22    | 13    | 11  | 57.25%      | 53      | 39      | +14     |         |         |         |         |
| Feirense Portugal          | Total               | Total               | 37    | 17   | 11   | 9    | -    | 9     | 5    | 2    | 2    | -     | - | -             | -             | -             | -             | -             | - | -     | 46    | 22    | 13    | 11  | 57.25%      | 53      | 39      | +14     |         |         |         |         |
| Moreirense Portugal        | 1.ª                 | 2016-17             | 10    | 2    | 2    | 6    | Inc. | 2     | 1    | 0    | 1    | -     | - | -             | -             | -             | -             | -             | - | -     | 12    | 3     | 2     | 7   | 30.56%      | 9       | 15      | -6      |         |         |         |         |
| Moreirense Portugal        | Total               | Total               | 10    | 2    | 2    | 6    | -    | 2     | 1    | 0    | 1    | -     | - | -             | -             | -             | -             | -             | - | -     | 12    | 3     | 2     | 7   | 30.56%      | 9       | 15      | -6      |         |         |         |         |
| Tondela Portugal           | 1.ª                 | 2016-17             | 18    | 6    | 4    | 8    | 16.º | -     | -    | -    | -    | -     | - | -             | -             | -             | -             | -             | - | -     | 18    | 6     | 4     | 8   | 40.74%      | 16      | 25      | -9      |         |         |         |         |
| Tondela Portugal           | 1.ª                 | 2017-18             | 34    | 10   | 8    | 16   | 11.º | 2     | 0    | 0    | 2    | -     | - | -             | -             | -             | -             | -             | - | -     | 36    | 10    | 8     | 18  | 35.19%      | 43      | 54      | -11     |         |         |         |         |
| Tondela Portugal           | 1.ª                 | 2018-19             | 34    | 9    | 8    | 17   | 15.º | 7     | 4    | 2    | 1    | -     | - | -             | -             | -             | -             | -             | - | -     | 41    | 13    | 10    | 18  | 39.84%      | 57      | 61      | -4      |         |         |         |         |
| Tondela Portugal           | Total               | Total               | 86    | 25   | 20   | 41   | -    | 9     | 4    | 2    | 3    | -     | - | -             | -             | -             | -             | -             | - | -     | 95    | 29    | 22    | 44  | 38.25%      | 116     | 140     | -24     |         |         |         |         |
| Paços de Ferreira Portugal | 1.ª                 | 2019-20             | 30    | 11   | 5    | 14   | 13.º | 7     | 4    | 1    | 2    | -     | - | -             | -             | -             | -             | -             | - | -     | 37    | 15    | 6     | 16  | 45.95%      | 45      | 52      | -7      |         |         |         |         |
| Paços de Ferreira Portugal | 1.ª                 | 2020-21             | 34    | 15   | 8    | 11   | 5.º  | 3     | 1    | 0    | 2    | -     | - | -             | -             | -             | -             | -             | - | -     | 37    | 16    | 8     | 13  | 50.45%      | 45      | 46      | -1      |         |         |         |         |
| Paços de Ferreira Portugal | Total               | Total               | 64    | 26   | 13   | 25   | -    | 10    | 5    | 1    | 4    | -     | - | -             | -             | -             | -             | -             | - | -     | 74    | 31    | 14    | 29  | 48.2%       | 90      | 98      | -8      |         |         |         |         |
| Vitória Guimarães Portugal | 1.ª                 | 2021-22             | 34    | 13   | 9    | 12   | 6.º  | 6     | 4    | 1    | 1    | -     | - | -             | -             | -             | -             | -             | - | -     | 40    | 17    | 10    | 13  | 50.83%      | 63      | 48      | +15     |         |         |         |         |
| Vitória Guimarães Portugal | Total               | Total               | 34    | 13   | 9    | 12   | -    | 6     | 4    | 1    | 1    | -     | - | -             | -             | -             | -             | -             | - | -     | 40    | 17    | 10    | 13  | 50.83%      | 63      | 48      | +15     |         |         |         |         |
| Al-Tai Arabia Saudita      | 1.ª                 | 2022-23             | 14    | 6    | 0    | 8    | Inc. | 1     | 0    | 1    | 0    | -     | - | -             | -             | -             | -             | -             | - | -     | 15    | 6     | 1     | 8   | 42.22%      | 20      | 22      | -2      |         |         |         |         |
| Al-Tai Arabia Saudita      | Total               | Total               | 14    | 6    | 0    | 8    | -    | 1     | 0    | 1    | 0    | -     | - | -             | -             | -             | -             | -             | - | -     | 15    | 6     | 1     | 8   | 42.22%      | 20      | 22      | -2      |         |         |         |         |
| Cruzeiro · Brasil          | 1.ª                 | 2023                | 21    | 6    | 7    | 8    | Inc. | 4     | 1    | 1    | 2    | -     | - | -             | -             | -             | -             | -             | - | -     | 25    | 7     | 8     | 10  | 38.67%      | 23      | 23      | +0      |         |         |         |         |
| Cruzeiro · Brasil          | Total               | Total               | 21    | 6    | 7    | 8    | -    | 4     | 1    | 1    | 2    | -     | - | -             | -             | -             | -             | -             | - | -     | 25    | 7     | 8     | 10  | 38.67%      | 23      | 23      | +0      |         |         |         |         |
| Al-Ahli Catar              | 1.ª                 | 2023-24             | 14    | 5    | 2    | 7    | Inc. | 6     | 4    | 1    | 1    | -     | - | -             | -             | -             | -             | -             | - | -     | 20    | 9     | 3     | 8   | 50%         | 42      | 37      | +5      |         |         |         |         |
| Al-Ahli Catar              | Total               | Total               | 14    | 5    | 2    | 7    | -    | 6     | 4    | 1    | 1    | -     | - | -             | -             | -             | -             | -             | - | -     | 20    | 9     | 3     | 8   | 50%         | 42      | 37      | +5      |         |         |         |         |
| Sport Recife · Brasil      | 2.ª                 | 2024                | 16    | 9    | 4    | 3    | 3.º  | -     | -    | -    | -    | -     | - | -             | -             | -             | -             | -             | - | -     | 16    | 9     | 4     | 3   | 64.58%      | 29      | 13      | +16     |         |         |         |         |
| Sport Recife · Brasil      | 1.ª                 | 2025                | 7     | 0    | 2    | 5    | Inc. | 19    | 12   | 1    | 6    | -     | - | -             | -             | -             | -             | -             | - | -     | 26    | 12    | 3     | 11  | 50%         | 39      | 26      | +13     |         |         |         |         |
| Sport Recife · Brasil      | Total               | Total               | 23    | 9    | 6    | 8    | -    | 19    | 12   | 1    | 6    | -     | - | -             | -             | -             | -             | -             | - | -     | 42    | 21    | 7     | 14  | 55.56%      | 68      | 39      | +29     |         |         |         |         |
| Total en su carrera        | Total en su carrera | Total en su carrera | 355   | 140  | 81   | 134  | -    | 70    | 37   | 11   | 22   | -     | - | -             | -             | -             | 15            | 8             | 4 | 3     | 440   | 185   | 96    | 159 | 49.32%      | 606     | 529     | +77     |         |         |         |         |
| 1. 2.                      |                     |                     |       |      |      |      |      |       |      |      |      |       |   |               |               |               |               |               |   |       |       |       |       |     |             |         |         |         |         |         |         |         |

### Resumen por competiciones
| Competición                    | Partidos | Ganados | Empatados | Perdidos | %      |
| ------------------------------ | -------- | ------- | --------- | -------- | ------ |
| Distrito Portugués             | 34       | 25      | 5         | 4        | 78.43% |
| Campeonato de Portugal         | 32       | 14      | 9         | 9        | 53.13% |
| Segunda División de Portugal   | 37       | 17      | 11        | 9        | 55.86% |
| Primeira Liga                  | 194      | 66      | 44        | 84       | 41.58% |
| Copa de Portugal               | 19       | 8       | 3         | 8        | 47.37% |
| Copa de la Liga de Portugal    | 21       | 12      | 4         | 5        | 63.49% |
| Supercopa AF Aveiro            | 1        | 0       | 1         | 0        | 33.33% |
| Liga Profesional Saudí         | 14       | 6       | 0         | 8        | 42.86% |
| Copa del Rey de Campeones      | 1        | 0       | 1         | 0        | 33.33% |
| Brasileirão B                  | 16       | 9       | 4         | 3        | 64.58% |
| Brasileirão                    | 28       | 6       | 9         | 13       | 32.14% |
| Copa de Brasil                 | 5        | 1       | 2         | 2        | 33.33% |
| Campeonato Pernambucano        | 11       | 8       | 0         | 3        | 72.73% |
| Copa do Nordeste               | 7        | 4       | 0         | 3        | 57.14% |
| Liga de fútbol de Catar        | 14       | 5       | 2         | 7        | 40.47% |
| Copa de las Estrellas de Catar | 6        | 4       | 1         | 1        | 72.23% |
| TOTAL                          | 440      | 185     | 96        | 159      | 49.32% |